# بامبارادنیا
بامبارادنیا (به لاتین: Bambaradeniya) یک منطقهٔ مسکونی در سری‌لانکا است که در استان مرکزی (سری‌لانکا) واقع شده‌است.